# Кхаф

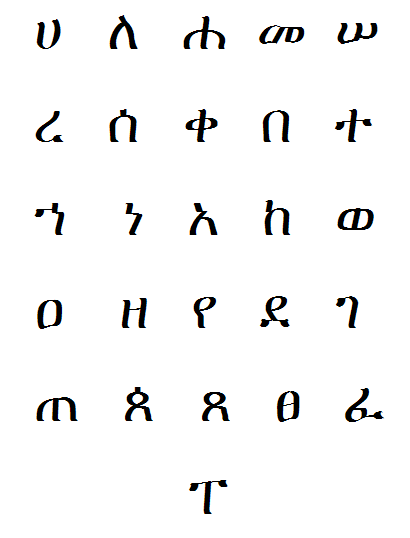

Кхаф (амх. ቆፍ) — восьма літера ефіопської абетки, позначає глухий язичковий проривний звук /q/.
- ቀ  — кхе
- ቁ  — кху
- ቂ  — кхі
- ቃ  — кха
- ቄ  — кхе
- ቅ  — кхи (кх)
- ቆ  — кхо